# كيني دينو
كيني دينو (بالإنجليزية: Kenny Dino)‏ هو مغني أمريكي، ولد في 12 فبراير 1942 في نيويورك في الولايات المتحدة، وتوفي في 10 ديسمبر 2009 بسبب نوبة قلبية.

## وصلات خارجية
- كيني دينو على موقع ميوزك برينز (الإنجليزية)
- كيني دينو على موقع ديسكوغز (الإنجليزية)